# 秋田書店
秋田書店（日語：秋田書店、あきたしょてん）是日本的出版社之一，創立於1948年8月10日。以出版漫畫為支柱。

## 歷史
- 1948年 曾在小學館及朝日新聞出版任職的秋田貞夫創辦本書店，起初出版兒童圖書。
- 1949年 月刊漫畫雜誌《少年少女冒険王》創刊。
- 1952年 月刊漫畫雜誌《漫畫王》創刊。
- 1968年 青年週刊漫畫雜誌《Play Comic》創刊。
- 1969年 少年週刊漫畫雜誌《週刊少年Champion》創刊。
- 1971年 月刊漫畫雜誌《漫畫王》休刊。
- 1973年 公司在目前所在地（東京都飯田橋）的大樓建成。《電影電視雜誌》創刊。
- 1974年 少女月刊漫畫雜誌《Princess》創刊。
- 1976年 《王家的紋章》在《Princess》上開始連載。
- 1981年 動畫雑誌《My Animation》創刊。
- 1984年 《電視動畫雜誌》休刊。
- 1986年 《My Animation》休刊。
- 1988年 青年月刊漫畫雜誌《Young Champion》創刊。
- 2014年 「CHAMPION RED 草莓」休刊。「更多！」休刊。「Play comic」休刊。網絡漫畫「CHAMPION CROSS」開始上線。

## 雜誌

### 少年、男性向漫畫雜誌
- 《週刊少年Champion》每週四發售。
- 《別冊少年Champion（日语：別冊少年チャンピオン）》每月12日發售。
- 《月刊少年Champion》每月5日發售。
- 《Young Champion》每月第2、4個星期二發售。
- 《Young Champion烈》每月第三個星期二發售。
- 《別冊Young Champion》每月第一個星期二發售。
- 《Champion RED》每月19日發售。
- 《GOLF comic》每月19日發售。

### 少女、女性向漫畫雜誌
- 《月刊Princess》每月6日發售。
- 《Princess GOLD》每月16日發售。
- 《Petit Princess》偶數月15日發售。已轉變電子版。
- 《Mystery Bonita》每月6日發售。
- 《Elegance Eve》每月26日發售。
- 《for Mrs.》每月3日發售。
- 《for Mrs. Special》1月、4月、7月、10月，19日發售。
- 《戀愛LoveMAX》奇數月6日發售。
- 《戀愛Cherry Pink》偶數月6日發售。

### 網絡雜誌
- 《Champion Tap!》每個星期四更新。
- 《Champion Cross》每個星期二更新。

### 曾發行過雜誌
- 《Play Comic》
- 《瞳》（休刊）
- 《Family Computer Champion》（休刊）
- 《Champion RED Ichigo》（創刊2006年12月、休刊2014年8月）作为《Champion RED》的增刊发售，双月刊，双数月的15日发售，主要用来连载重度殺必死的單篇漫画，18岁以下不得购买，中国大陆一般称之为《红草莓》。

## 文庫
- 秋田文庫
- 秋田漫画文庫